# Случай с Виласом-Боасом
Анто́ниу Ви́лас-Бо́ас (порт. Antônio Vilas-Boas, 1934—1992) — бразильский фермер, переживший похищение существами из НЛО (как утверждается в статье англоязычного журнала за 1961 год).
Материалом для статьи послужил предоставленный В. Бахлером отчёт О. Фонтиса — врача, обследовавшего Вилас-Боаса. Более 20 лет Антониу воздерживался от комментариев, пока в 1978 году не дал интервью бразильскому телевидению, в котором не было ничего противоречащего тому, что он рассказывал ранее.
Упоминание стремления инопланетян к скрещиванию с людьми типично для рассказов об НЛО. Возможно, оно восходит к средневековым легендам о суккубах.

## Появления НЛО
Ночью 5 октября 1957 года возле Сан-Франсиску-ди-Салиса (Бразилия) 23-летний фермер Антониу Вилас-Боас заметил, что двор освещён серебристым светом. После 11 ночи он разбудил своего брата Жуана, чтобы показать, что в сторону их дома движется странный свет. За закрытыми ставнями они видели, что свет ведёт себя так, словно его источник завис над крышей.
Через 9 дней, между 21:30 и 22:00, Антониу и Жуан работали в поле, когда над северной его частью (приблизительно в 100 метрах от земли) показался неразличимый источник яркого красного света. Антониу, оставив брата, поехал на тракторе в сторону света; в это время источник света переместился в южную сторону. Когда Антониу последовал за ним, он вернулся на север. Погонявшись за светом около 20 раз, Антониу вернулся к брату. Через какое-то время свет исчез.

## Похищение
Ночью 15 октября Антониу один работал в поле. В час ночи он заметил на небе большую красную «звезду». Далее свет усилился и направился в сторону Антониу. Перед трактором завис яйцевидный объект, свет которого заглушал свет фар трактора. Антониу отмечал наличие на объекте трёх «металлических шпор» и трёх же «металлических стержней», толстых у основания и заострённых у концов. В верхней части объекта было замечено быстрое вращение купола. Когда объект приближался к земле, из него стал исходить не красный, а зелёный свет. Объект завис «в нескольких метрах от земли» и опёрся на «три похожие на штатив металлические подпорки, появившиеся внизу». Когда Антониу пытался уехать, трактор вышел из строя, и на нём погасли огни.
Антониу выпрыгнул из трактора и попытался убежать по вспаханной земле. Неожиданно его схватили за руку. Он вырвался, но тут же был пойман тремя гуманоидами. На них было некое подобие серых комбинезонов и шлемов, в которых были различимы глаза. Вилас-Боас разглядел 5—6 таких существ. Хотя они были на голову ниже Антониу, в то же время они оказались физически очень сильными и затащили его внутрь объекта.

## Внутри НЛО
Антониу оказался в чём-то, похожем на хорошо освещённую кубическую комнату. Свет исходил из квадратов на «металлическом потолке». Не было видно отверстия, через которое он попал сюда. Антониу было приказано перейти в другую, немного большую, «комнату». «В середине от пола до потолка располагалась металлическая колонна, широкая у основания и наверху и немного более узкая в средней части. Она была круглого сечения… Единственной мебелью… был странной формы стол, стоявший у стены и окружённый несколькими вращающимися стульями без спинок. Всё это было изготовлено из одинаково белого металла».
Обмениваясь звуками, похожими на лай, существа насильно раздели Антониу и покрыли его тело густой, быстро сохнущей жидкостью. Затем двое отвели его в другую «комнату», где у него через длинную трубку взяли кровь. Его оставили одного, Вилас-Боас прилег на серый диван отдохнуть. Внезапно молодой человек почувствовал сильную тошноту, удушье и заметил, что из нескольких трубок на одной из стен выходит пар. Антониу отошёл в угол, там его вырвало.
Спустя некоторое время в «комнату» вошла «обнажённая женщина», которую Вилас-Боас расценил как «прекрасную, хотя она и не была похожа на тех женщин, которых я знал». У неё была бледная кожа, обесцвеченные волосы, достающие до половины спины, скуластое лицо с заострённым подбородком, удлинёнными голубыми глазами и тонкими губами; также угловатые формы, широко расставленные груди, красные волосы под мышками и на лобке, тонкая талия, плоский живот, широкие бёдра. Вилас-Боас вступил с ней в половую связь. Антониу упоминал, что его впечатление было испорчено, когда она начала издавать хрюканье… Потом за ней пришёл гуманоид, но перед тем, как уйти, она улыбнулась Вилас-Боасу, показала на него и на свой живот и обратила взгляд вверх.
Явилось другое существо, которое принесло Вилас-Боасу его одежду и жестом приказало ему одеться. Его повели в предыдущую «комнату», где находились несколько существ. Они о чём-то переговаривались между собой. Он хотел унести оттуда неизвестный предмет, похожий на часы, чтобы иметь доказательство, но его отобрали. Затем Вилас-Боас снова оказался на поле, и корабль улетел. Похищение длилось 4 часа и 15 минут.

## Состояние Вилас-Боаса
По пришествии домой он проспал сутки. О своём похищении Вилас-Боас рассказал только своей матери. В течение последующих ночей он не мог заснуть, его мучила головная боль, тошнота, что привело к потере аппетита. Ещё через сутки Антониу почувствовал сильное жжение в глазах, слезотечение. В течение месяца он ощущал вялость, сонливость. На коже появились ранки, после лечения которых остались рубцы, а на лице — два желтоватых пятна.
Через несколько недель он обратился к врачу Олаву Фонтису, жалуясь помимо вышеуказанного на ломоту во всём теле. Ему он рассказал о похищении. «У него нет каких-либо психопатических черт характера…, — описывал Фонтис Вилас-Боаса. — Его поведение в точности соответствует такому, которое следовало бы ожидать от человека, попавшего в необычайно странную ситуацию. В какие-то моменты, даже зная о наших сомнениях по некоторым вопросам и о недоверии, он всё равно отвечал достаточно определённо: „Я не знаю ничего об этом“ или „Я не могу это объяснить“». Его направили на лечение в Рио-де-Жанейро к Валтеру Бахлеру. Было высказано предположение о том, что жалобы Антониу соответствуют симптомам лучевой болезни, хотя тогда не представлялось возможности точно её диагностировать.